# Кини
Энри́ке де Ка́стро Гонса́лес (исп. Enrique de Castro González; 23 сентября 1949, Овьедо, Испания — 27 февраля 2018, Хихон, Астурия, Испания), более известный как Ки́ни (исп. Quini) — испанский футболист, нападающий. Пятикратный лучший бомбардир чемпионата Испании, величайший игрок в истории хихонского «Спортинга».

## Биография

### Детство
Энрике де Кастро Гонсалес родился 23 сентября 1949 в Овьедо, его отец Энрике де Кастро, мать — Мария Элена Гонсалес, он был первенцем, впоследствии у него родились ещё два брата. Его брат Хесус был вратарём хихонского «Спортинга» в течение 17 лет, впоследствии скончался в 1993, будучи задушенным на кантабрийском пляже Печон, второй брат — Рафаэль, по прозвищу Falo, также был вратарём хихонцев.
Кини живёт в астурийской столице, в доме его бабушки до 5-ти лет, когда семья переезжает в Авилес, благодаря получению жилплощади в населённом пункте Льенарес, построенном для рабочих предприятия ENSIDESA, на котором работал его отец.
Кини учится в школе салезианцев, там же начинает свой футбольный путь, играя за команду колледжа. Он помнит свои истоки:
Мой путь в футболе, хотя это покажется странным, начался, практически, с тех пор, как я родился. Но я могу сказать, что я начал играть в «команде», когда стал частью молодёжного состава колледжа селезианцев[…].Мое первое футбольное поле было «Угольком», которой оправдывал своё имя, так как состоял из тонкого угля, разбросанного над твёрдой поверхностью.
В юношеском возрасте он приходит в команду «Боско Энсидеса», он помнит и игру в «Боско»:

С «Боско» мы играли на одном из полей, который прозвали «Зубной камень»; у нас был отличный газон, похожий, на мой взгляд, на великолепный стадион; его главный недостаток состоял в том, что зимой […] обмазывали глиной […].

### Начало карьеры
Кини было тяжело совмещать занятия футболом и планы по трудовому будущему, которые составляли посещение школы ENSIDESA, где он, намеревался работать монтажником. И он оставляет школу. Его берут в юношескую сборную Испании, которая играет против Германии, которой он помогает выйти на Европейский чемпионат.
В 1967 году, благодаря своей природной старательности, он доказывает, что может играть за первый клуб «Депортивы Энсидеса», третьего дивизиона чемпионата Испании. Начало не было впечатляющим: его ставят на правый фланг нападения, ограничивая его действия, где он не может показать всего, на что был способен. Ему приходит предложение от «Овьедо», который предлагает Кини играть за вторую команду клуба, выступающую в третьем дивизионе, но он отказывается, из-за желания отца, который хотел видеть сына играющим в том же городе, где живёт он сам. В «Энсидесе» ему помог случай, в Энси, как ласково называли команду, пришёл Хосе Луис Молинуэво, придало развитию нападающего стремительный темп. Он забивает в игре против хихонского «Спортинга» 4 мяча, и «Спортинг» начинает проявлять интерес к нападающему. Кини помнит «Энси»:

Мой приход в «Энсидесу» был связан с фундаментальными фактами моей жизни. Может быть, самое важное — это узнать свой истинный путь, будучи юным. Так же выбрать футбол между другими вещами […]

Отличная игра Кини привлекает внимание «Спортинга», и 9 ноября 1968 года он подписывает с клубом контракт. Первое же официальное появление на поле в майке хихонцев случается уже 22 декабря в матче с «Бетисом» на стадионе «Бенито Вильямарина», который севильская команда выиграла 1:0. В следующем матче Кини уже выходит как форвард против «Расинга де Ферроль».

### Первые трофеи
Во второй из сезонов в дивизионе Сегунда он становится лучшим снайпером, забив 24 гола, и вместе с любительской командой Испании, ведомой Хосе Сантамарией, попадает на Чемпионат Европы, где выигрывает, забив 4 гола в финале.
Успехи Кини сподвигли наставника первой испанской команды Ладислао Кубалу вызвать того в сборную в 1970 году, где он дебютирует уже 28 октября в матче с Грецией в Сарагосе. Он начал матч со скамейки запасных, а затем заменил Гарате и забил один из мячей, а его сборная победила 2:1. Это был первый из 35 матчей Кини за сборную (последний в Мадриде против ФРГ 2 июня 1982 года), с которой он поучаствует в 2-х чемпионатах мира и одном чемпионате Европы. Но в сборной Кини забивал мало, только 8 голов, причину видят в том, что он не получал в сборной той свободы, которая была у него в «Спортинге» и «Барселоне», работая часто вторым нападающим, отвлекающим внимание защиты, что часто вызывало критику прессы. Он вспоминает:

Я помню матч в Барселоне, в Сарриа, 25 февраля 1974 против сборной Германии. Я вышел на поле со специфической миссией не дать участвовать этому эволюционному явлению в мировом футболе, которым являлся Беккенбауэр в построении игры и в атаке. Игра закончилась со счётом 1:0 в нашу пользу, и я достиг своей цели[…] Но моё достижение в прессе охарактеризовали полной неудачей.

Одной из немногих игр, отличавшихся от его обычных международных матчей, была игра в Глазго с шотландцами 20 ноября 1974 года, где Кини забил 2 мяча, а третий гол был отменён. В сборной также случился один из самых трудных моментов его карьеры, который грозил окончанием его выступлений, 16 февраля 1972 года в Бутфери, в игре с Северной Ирландией, он получает удар локтем от Джорджа Беста, который ломает Кини левую скулу, что приводит к бездействию в течение сезона 1972—1973, даже несмотря на немедленное возвращение в Мадрид и операцию внутри полости рта.
В сезоне 1973—1974, когда команда находилась в зоне вылета, она дала обещание проехать 90 км, которые отделяют Хихон от Ковадонга на велосипеде. Кини достигает финиша третьим. В тот год он получает свой второй Печичи и первый, как лучший бомбардир Примеры, забив 20 мячей. Это вылилось в активный интерес Больших клубов Испании, но клуб удерживал игрока в команде, что привело к полемическим заявления Кини в прессе. 7 октября 1974, в матче против «Эспаньола», публика освистывала игрока, но он забил 4 мяча, и зрители полностью поменяли своё мнение.
1 июля 1974 Куини женится на Марии де лас Ньевес Фернандес, подруге всей его жизни, в церковном приходе Сан-Хорхе Эрес, городка Луанко. 10 августа 1975 года рождается Лотарингия, первая из двух детей. А 2 октября 1979 года — сын, названный в честь отца, Энрике.

### Барселона
В сезоне 1975—1976 Кини вновь лучший снайпер Примеры, но, несмотря на его усилия, «Спортинг» опускается в Сегунду. В тот год Йохан Кройф делает «Спортингу» предложение 40 000 000 песет, которое в течение недели подняли до 50 000 000. Лично президент «Барселоны», Агусти Монталь, едет в Хихон, чтобы подписать игрока. Но только через 4 долгих года Кини сможет уйти в «Барсу», за 82 000 000 песет, астрономическую сумму для того времени. Это происходит в первую неделю июня 1980 года, став новостью номер один для всей спортивной испанской прессы. В том же сезоне Кини в очередной раз получает приз Пичичи. А в следующем ещё один, что необычно из-за случившего с ним происшествия. 1 марта 1981 года после матча «Барселона» — «Эркулес», закончившегося со счётом 6:0, в котором Кини забил два мяча, он был похищен двумя людьми, которые, угрожая пистолетом, увозят его в собственной машине, начиная 25-дневные переживания для всех барселонцев (особенно его лучшего друга — Бернда Шустера), преступникам удаётся пошатнуть барселонский дух и команда упускает чемпионство (одним из условий преступников был отказ «Барселоны» от претензий на чемпионство), но с возвращением Кини выигрывает Кубок Короля. 25 марта Кини был освобождён благодаря операции: по ходу которой было перечислено на счёт в швейцарском банке 100 000 000 песет, их забрал 26-летний электрик Виктор Мануэль Диас Эстебан, которого отследили до аэропорта, где он был арестован. Кини находился в Сарагосе, на улице Эронимо Висенс в механической мастерской. В 10.10 вечера футболист был освобождён. Утром бледного, истощённого и бородатого футболиста встречала овацией 131 000 зрителей. Похитители 15 января получили 10 лет тюрьмы и обязательство выплатить 5 000 000 игроку, от которых он отказался.

### Конец карьеры
22 февраля 1984 года сделал «покер» в ворота «Осасуны» в первом матче 1/4 финала Кубка Испании (4:0).
В последний сезон в «Барселоне» Кини принимает решение уйти из футбола. Каталонская команда организует торжественную церемонию чествования игрока. В игре участвовал сам Диего Марадона, в присутствии которого настаивал в полемике с президентом «Барсы» Хосепом Льюсом Нуньесом сам Кини. Также в игре участвовали его брат Кастро, Уркиага, Нуньес, Маседа, Камачо, Маркес, Да Силва, Фигероа, Кройф, Кемпес, Амарилья, Арконада, Н’Коно, Хименес, Дани, Пехач, Уррути, Морган.
Однако через месяц Кини переосмысливает своё решение и возвращается на поле, играя ещё 3 сезона за хихонский «Спортинг». Любопытно, что последняя игра 14 июня 1987 пришлась перед игрой с «Барселоной». Впоследствии Кини работал в клубе «Спортинг», исполняя функции делегата.
7 февраля 2008 года Кини был прооперирован в связи с раковой болезнью, операция прошла хорошо. Это привело к солидарности болельщиков и игроков всех клубов, которые наводнили прессу и интернет словами поддержки.
27 февраля 2018 года Кини умер вследствие инфаркта на улице близ своего дома в Хихоне.

## Достижения

### Командные
- Обладатель Кубка Испании: 1981, 1983,
- Обладатель Кубка кубков: 1982
- Кубок испанской лиги: 1983
- Суперкубок Испании: 1984

### Личные
- Лучший бомбардир испанской Примеры (5): 1974, 1976, 1980, 1981, 1982
- Лучший бомбардир второго дивизиона Испании (2): 1970, 1977
- Лучший бомбардир в истории хихонского «Спортинга»: 271 гол

## Статистика выступлений
| Клуб                | Сезон               | Лига | Лига | Кубки | Кубки | Еврокубки | Еврокубки | Прочие | Прочие | Итого | Итого | Товарищеские матчи | Товарищеские матчи | Всего | Всего |
| Клуб                | Сезон               | Игры | Голы | Игры  | Голы  | Игры      | Голы      | Игры   | Голы   | Игры  | Голы  | Игры               | Голы               | Игры  | Голы  |
| ------------------- | ------------------- | ---- | ---- | ----- | ----- | --------- | --------- | ------ | ------ | ----- | ----- | ------------------ | ------------------ | ----- | ----- |
| Депортиво Энсидеса  | 1966/67             | -    | -    | -     | -     | -         | -         | -      | -      | 0     | 0     | 1+                 | 3+                 | 1+    | 3+    |
| Депортиво Энсидеса  | 1967/68             | 14   | 19   | 0     | 0     | -         | -         | 0      | 0      | 14    | 19    | 1+                 | 4+                 | 15+   | 23+   |
| Депортиво Энсидеса  | Итого               | 14   | 19   | 0     | 0     | 0         | 0         | 0      | 0      | 14    | 19    | 2+                 | 7+                 | 16+   | 26+   |
| Спортинг (Хихон)    | 1968/69             | 21   | 15   | 0     | 0     | -         | -         | 0      | 0      | 21    | 15    | 2+                 | 1+                 | 23+   | 16+   |
| Спортинг (Хихон)    | 1969/70             | 35   | 24   | 1     | 1     | -         | -         | 0      | 0      | 36    | 25    | 4+                 | 3+                 | 40+   | 28+   |
| Спортинг (Хихон)    | 1970/71             | 30   | 13   | 2     | 0     | 0         | 0         | 0      | 0      | 32    | 13    | 8+                 | 7+                 | 40+   | 20+   |
| Спортинг (Хихон)    | 1971/72             | 24   | 10   | 3     | 1     | 0         | 0         | 0      | 0      | 27    | 11    | 9+                 | 10+                | 36+   | 21+   |
| Спортинг (Хихон)    | 1972/73             | 34   | 11   | 8     | 5     | 0         | 0         | 0      | 0      | 42    | 16    | 5+                 | 3+                 | 47+   | 19+   |
| Спортинг (Хихон)    | 1973/74             | 34   | 20   | 2     | 1     | 0         | 0         | 0      | 0      | 36    | 21    | 10+                | 10+                | 46+   | 31+   |
| Спортинг (Хихон)    | 1974/75             | 32   | 12   | 6     | 3     | 0         | 0         | 0      | 0      | 38    | 15    | 8                  | 4                  | 46    | 19    |
| Спортинг (Хихон)    | 1975/76             | 34   | 21   | 3     | 1     | 0         | 0         | 0      | 0      | 37    | 22    | 13                 | 13                 | 50    | 35    |
| Спортинг (Хихон)    | 1976/77             | 38   | 27   | 5     | 4     | -         | -         | 0      | 0      | 43    | 31    | 8                  | 6                  | 51    | 37    |
| Спортинг (Хихон)    | 1977/78             | 32   | 15   | 10    | 9     | 0         | 0         | 0      | 0      | 42    | 24    | 8                  | 8                  | 50    | 32    |
| Спортинг (Хихон)    | 1978/79             | 33   | 23   | 1     | 0     | 4         | 0         | 0      | 0      | 38    | 23    | 11+                | 6+                 | 49+   | 29+   |
| Спортинг (Хихон)    | 1979/80             | 34   | 24   | 9     | 1     | 2         | 0         | 0      | 0      | 45    | 25    | 7                  | 4                  | 52    | 29    |
| Спортинг (Хихон)    | Итого               | 381  | 215  | 50    | 26    | 6         | 0         | 0      | 0      | 437   | 241   | 93+                | 75+                | 530+  | 316+  |
| Барселона           | 1980/81             | 30   | 20   | 10    | 11    | 2         | 1         | 0      | 0      | 42    | 32    | 15+                | 8+                 | 57+   | 40+   |
| Барселона           | 1981/82             | 32   | 26   | 2     | 0     | 8         | 3         | 0      | 0      | 42    | 29    | 11                 | 9                  | 53    | 38    |
| Барселона           | 1982/83             | 22   | 4    | 3     | 0     | 2         | 0         | 2      | 0      | 29    | 4     | 10                 | 11                 | 39    | 15    |
| Барселона           | 1983/84             | 16   | 3    | 11    | 6     | 1         | 2         | 1      | 0      | 29    | 11    | 3                  | 1                  | 32    | 12    |
| Барселона           | 1984/85             | 0    | 0    | 0     | 0     | 0         | 0         | 0      | 0      | 0     | 0     | 1                  | 0                  | 1     | 0     |
| Барселона           | Итого               | 100  | 53   | 26    | 17    | 13        | 6         | 3      | 0      | 142   | 76    | 40+                | 29+                | 182+  | 105+  |
| Спортинг (Хихон)    | 1984/85             | 21   | 9    | 10    | 8     | 0         | 0         | 0      | 0      | 31    | 17    | 0                  | 0                  | 31    | 17    |
| Спортинг (Хихон)    | 1985/86             | 24   | 7    | 7     | 4     | 2         | 0         | 0      | 0      | 33    | 11    | 6+                 | 1+                 | 39+   | 12+   |
| Спортинг (Хихон)    | 1986/87             | 16   | 1    | 1     | 1     | 0         | 0         | 0      | 0      | 17    | 2     | 10+                | 5+                 | 27+   | 7+    |
| Спортинг (Хихон)    | 1987/88             | -    | -    | -     | -     | -         | -         | -      | -      | 0     | 0     | 1                  | 0                  | 1     | 0     |
| Спортинг (Хихон)    | Итого               | 61   | 17   | 18    | 13    | 2         | 0         | 0      | 0      | 81    | 30    | 17+                | 6+                 | 98+   | 36+   |
| Всего за «Спортинг» | Всего за «Спортинг» | 442  | 232  | 68    | 39    | 8         | 0         | 0      | 0      | 518   | 271   | 110+               | 81+                | 628+  | 352+  |
| Всего за карьеру    | Всего за карьеру    | 556  | 304  | 94    | 56    | 21        | 6         | 3      | 0      | 674   | 366   | 152+               | 117+               | 826+  | 483+  |